# Мело, Луисана
Луисана Мело Солорсано (исп. Luisana Melo Solórzano) — венесуэльский государственный и политический деятель, с 8 января 2016 года — министр здравоохранения Венесуэлы. Ранее занимала пост министра здравоохранения столичного округа Каракаса (2007-2008). Основатель и координатор Социалистического движения за качество жизни и здоровья (МОСКАВИС), координатор Андского региона Латиноамериканской ассоциации социальной медицины (АЛАМЕС). Член Единой социалистической партии Венесуэлы.